# M.I.A. (ゲーム)
『M.I.A.』は、コナミが1989年に発表したアクションゲームで、ツイン16システム基板対応作品である。Missing In Action（戦闘中行方不明）になった捕虜を救出し帰還するのが目的。
同社の『グリーンベレー』のリメイクとして開発されたため、操作方法、ドラムのみのメインBGM、ゲーム内容などが同じ流れを受け継いでいる。前作と異なり、敵がベトナム軍であることが明示されている。
家庭用は2010年3月24日にXbox 360の配信サービス「Game Room」にて2010年12月15日に配信。

## ストーリー
かつて戦場だったベトナムで、今でも米軍の生き残りが捕虜として囚われている事が発覚した。本当の意味での「ベトナム戦争」を終わらせる為に、戦友達を救出しに再度ベトナムに向かう。

## ステージ構成
ベトナムを舞台としたジャングル、沼地、基地など全6ステージ。最終ステージでは救出した捕虜を守りながらヘリポートまで向かい、敵地から帰還する。なお海外版では偶数ステージはスクロール方向が反対になっている。
最終ステージでは、たとえ残機が残っていても捕虜が全員殺された時点でゲームオーバーとなる。
なお、救出できた捕虜の数が次の周以降の残機として追加される（3人救出したら3UPする）。

## サブウエポン
基本はナイフ攻撃のみであるが、赤い兵隊を倒すと以下の武器を落とす。前作と違い、武器は複数所有することが可能になっており、Cボタンで持ち替えることが出来るようになっている。なお、ミスした場合には選択していた武器を失う。
バズーカ砲
貫通力がありスピードが遅いが、爆風で攻撃判定が大きい。
（海外版では貫通力が無くなっている）
火炎放射器
貫通力がありスピードが速い。
手榴弾
放物線を描き敵を爆破する。射程は短い。上下にいる敵に有効。
マシンガン
弾を同時に3発発砲する。